# Narendra Jadhav
Narendra Jadhav (नरेंद्र जाधव) est né en 1953, dans une famille de dalit du nord de l'Inde. Il est membre de la Commission de planification de l'Inde et du Conseil consultatif national (NAC) présidé par Sonia Gandhi.
Économiste de formation, il a été fonctionnaire au FMI et au ministère des finances indien.
Il est également l'auteur d’Intouchable  - Une famille de parias dans l'Inde contemporaine, qui retrace la vie de sa famille au début du XXe siècle, avec en toile de fond le combat pour la défense des droits des intouchables et l’abolition des castes, ainsi que la lutte pour l’égalité, mené sous l'impulsion de Bhimrao Ramji Ambedkar.